# Алака
Алака (Сотера, Джурла, Биюк-Дере) — река на Южном берегу Крыма. Длина реки 8,0 км, площадь водосбора 19,8 км², у реки 5 безымянных притоков.

## Этимология
Река Сотера получила своё название по имени средневекового христианского храма Христа Спасителя (по-гречески Сотер — «Спаситель»), который находился в её устье.

## Общие сведения
Сотера берёт своё начало на южных склонах Северной Демерджи из нескольких родников (Гидролог Иван Мартынович Педдакас (сотрудник Головкинского), в 1930-х годах отмечал в верховье балки 9 источников (в настоящее время работают Суат-Чешме, Парачидагын-Чешмеси, Чабан-Чокрак, Такиль № 1-9), общим дебитом 267 тыс. м³ в год), расположенных в урочище Юркины Скалы (у горы Еркян-Кая), в верхнем течении её часто называют Джурла. В верхнем течении имеет несколько водопадов. Самыми известными водопадами реки являются водопады Гейзер и Джурла.
Основное русло проходит по глубокой балке Биюк-Дере. После балки река огибает гору Алака. Вследствие этого в этом месте своего течения реку часто называют Алака. После горы Алака река пересекает шоссе Алушта — Судак. В нижнем течение река называется — Сотера, так как в её устье в море выдаётся небольшой мыс Сотера. В начале 1960-х годов в низовье реки было устроено 2 водохранилища, а в 1965 году, после сильного ливня они переполнились водой и грязью, плотины прорвало, что привело к образованию селя.

## Достопримечательности

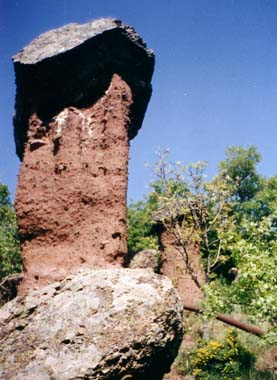
Каменные «грибы» в урочище Сотера

В среднем течении реки Сотера находится каньон Сотера или балка Биюк-Дере. Особенностью данного каньона являются каменные уступы. Уступы представляют собой небольшие скалы высотой от 10 до 25 метров. Скалы начинаются сразу после водопада Гейзер.
В нижнем течении реки находится также очень живописное урочище. В нём можно встретить реликтовых пресноводных крабов, которые предпочитают жить в пресной воде. В урочище встречаются кости древних животных, так например, в 1893 году профессор Н. А. Головкинский нашёл здесь останки мамонта.
В долине реки Сотера в районе трассы Судак — Алушта находятся уникальные естественные образования — «каменные грибы». «Грибы» представляют собой земляные пирамиды, которые образовались при разрушении склона потоками воды. Эти образования встречаются в разных местах Земли и характерны для приледниковых районов. Их нахождение в Крыму доказывает, что в доисторический период Крымские горы были покрыты льдом. Наиболее известными являются два больших «каменных гриба». Один имеет высоту пять метров, а другой семь. В 1980 году долина реки Сотера, где они находятся, стала памятником природы местного значения.